# Rhynchosia swartzii
Rhynchosia swartzii là một loài thực vật có hoa trong họ Đậu. Loài này được (Vail) Urb. miêu tả khoa học đầu tiên.